# Тетерюгино
Тетерюгино — деревня в Богородском районе Нижегородской области. Входит в состав Алешковского сельсовета.

## География
Находится в 29 км от Нижнего Новгорода и в 11 км от Богородска.

## Улицы
В деревне Тетерюгино есть одна улица - Набережная улица.

## Население
| 1999 | 2002 | 2010 |
| ---- | ---- | ---- |
| 3    | ↗8   | ↘7   |

В 1859 году в деревне Тетерюгино было 10 дворов.

## Достопримечательности
Перед деревней Тетерюгино начинается лестница, которая ведёт к Амвросиеву Дудину монастырю